# Nemoricultrix costaribeiroi
Nemoricultrix costaribeiroi är en insektsart som beskrevs av Cândido Firmino de Mello-Leitão 1940. 
Nemoricultrix costaribeiroi ingår i släktet Nemoricultrix och familjen vårtbitare. Inga underarter finns listade i Catalogue of Life.